# 卡蘇丁區 (昆士蘭州)
卡蘇丁是個位於布里斯本市中心之北16（10英里）的市轄區；昆士蘭科技大學於此設有分校。

## 外部連結
- BRISbites: Suburban Sites (History)
- University of Queensland: Queensland Places: Carseldine （页面存档备份，存于）

27°20′56″S 153°01′05″E / 27.349°S 153.018°E